# 龚心瀚
龚心瀚（1941年—），男，上海人，中华人民共和国政治人物，曾任中共中央宣传部常务副部长、全国政协常委、文史委主任。1980年至2010年间为中国新闻出版和意识形态领域的重要领导。

## 生平
1964年复旦大学新闻系毕业后，龚心瀚进入《解放日报》，先后担任记者、要闻版编辑、评论员。1969年在《解放日报》上发表上海知青金训华为抢救国家重要资产英勇献身的整版报道，引起毛泽东的注意，《红旗》杂志发表评论员文章，遂在全中国掀起学英雄事迹、走英雄道路的热潮。1970年代初，被“四人帮”以及其上海余党作为政治犯投入大牢一年半。狱中，龚心瀚与“四人帮”针锋相对，引得后来邓小平的赞誉。粉碎“四人帮”后，龚心瀚出任《解放日报》及《支部生活》领导。1983年起，任上海市委宣传部常务副部长、上海市新闻办主任。1993年起任中共中央宣传部常务副部长。2009年致仕退居二线。